# Benedikt Schönebeck
Benedikt Schönebeck (auch Schönbeck; * 14. März 1597 in Stendal; † 5. Februar 1665 ebenda) war ein deutscher Verwaltungsjurist, Ratsherr, Kämmerer und Bürgermeister in der Stadt Stendal.

## Abstammung
Benedikt Schönebeck war der zweitjüngste Sohn des Stendaler Kaufmanns, Ratsherrn und Bürgermeisters Bartholomäus Schönebeck aus der Familie von Schönebeck. Benedikts Großvater, Vater von Bartholomäus war Jacob Schönebeck der Jüngere. Benedikt studierte zusammen mit seinem Bruder Christoph Schönebeck und den Stendalern Julius Goldbeck, Andreas und Peter Bune, Bastian Wernicke, dann in Halle, Wittenberg und Leipzig.
Am 12. Februar 1621 heiratete er Regina Wernicke, Tochter des Stendaler Bürgermeisters Bastian Wernicke und seiner Ehefrau Catharina Güssefeld. Aus der Ehe gingen elf Kinder hervor. Als 1636 die Pest in Stendal wütete, verlor er seine Frau und eine Tochter. Vier weitere Kinder waren schon vorher gestorben.
Am 8. August 1641 heiratete er Maria Karstedt (1625–1667) Tochter des Stendaler Gildemeisters der Kauf- und Seidenkramerinnung Lorenz W. Karstedt und seiner Ehefrau Maria Peters. Aus dieser Ehe gingen vier Kinder hervor, von denen eine Tochter schon früh verstarb. Benedikt Schönebeck verstarb am 5. Februar 1665 in Stendal.
Seit 1626 war er im Rat der Stadt Stendal tätig, ab den Jahren 1653 mehrfach als Bürgermeister, teilweise gemeinsam mit Germanus Luidtke, dessen Sohn Christian Luidtke (Lüdeke) im Jahre 1668 seine Tochter Maria Hedwig Schönebeck heiratete.

## Berufliche Tätigkeit
Er vermachte neben Äckern und Wiesen seine Bibliothek der Bibliothek der Schönebeck’schen Stiftung in der Marienkirche in Stendal.
Der Zweck der Schönebeck’schen Stiftung war und ist es, Studienstipendien an vorrangig Nachkommen der Stifter zu gewähren.
Den Grundstock der Bibliothek bildet die private Büchersammlung seines vorverstorbenen Bruders Christoph Schönebeck (1601–1662), der in Berlin als kurfürstlich-brandenburgischer Rat und Archivar tätig war. Dieser hatte wenige Tage vor seinem Ableben am 26. September 1662 die von seinem Vater Bartholomäus Schönebeck sen. (1546–1605, Bürgermeister zu Stendal) errichtete Familienstiftung mit der testamentarischen Verfügung, seine Bücher dem Rat der Stadt zu übereignen. Die Bibliothek war von ihrem Stifter als kommunale Einrichtung für seine Heimatstadt gedacht. Der erste Katalog von 1669 verzeichnet vermutlich den Bestand der ursprünglichen Stiftung, wozu auch eine Reihe von Bänden aus dem Besitz des Bruders Benedikt Schönebeck gezählt werden müssen.

## Nachkommen
Aus der Ehe der Eheleute Regina Wernicke und Benedikt Schönebeck sind folgende Kinder erwähnenswert:
- Maria Magdalena Schönebeck (1627-nach 1665), verheiratet 1646 mit Johann Hermes, Quartalsgerichtsrat und Kämmerer in Stendal, Sohn der Eheleute Johannes Hermes und Ursula Güssefeld.
- Dorothea Schönebeck (1634–1687), verheiratet 1652 mit dem Konsul Augustin Rost (1627–1682 an der Pest), Stendal, Sohn des Kaufmanns in Stendal Martin Rost und seiner Ehefrau Elisabeth Chüden.
- Margaretha Sybilla Schönebeck (ca. 1643–?), verheiratet ca. 1662 mit dem Kammersekretär in Stendal Johann Martin Schartow (Schartau) (1637–?), Sohn des Hans (Johannes) Schartow und seiner Ehefrau Margarethe Alemann.
- Martha Sophia Schönebeck (1645–?), verheiratet 1662 mit Valentin Schultze (1638–?), Sohn der Eheleute Martin Schultze und Agnes Nolde.

Aus der Ehe der Eheleute Maria Karstedt und Benedikt Schöneberg sind folgende Kinder erwähnenswert:
- Maria Hedwig Schönebeck (1648–1713), verheiratet 1668 mit dem Obersekretär und späteren Bürgermeisters in Stendal Christian Luidtke  (Lüdeke, 1621–1668), Sohn des Bürgermeisters in Stendal Germanus Luidtke und seiner Ehefrau Anna Krahn.
- Regina Agatha Schönebeck (1652–1714), verheiratet 1674 mit Lucas Heinrich Thering, Pastor substit. an der Marienkirche in Stendal, später Erzdiakon an der St.-Petri-Kirche zu Cölln an der Spree.
- Anna Margaretha Schönebeck (1660–?), verheiratet mit dem Rektor der Altstädtischen Schule in Brandenburg.